# Marugame
Marugame (jap. 丸亀市 Marugame-shi) – miasto portowe w Japonii, w prefekturze Kagawa, na wyspie Sikoku.
Marugame zostało założone w kwietniu 1899 podczas okresu Meiji. Było 53. miastem, które otrzymało kod miasta w Japonii. Od 1940 do 1950 (podczas ery Shōwa) do południowo-wschodniej części miasta dołączono niektóre wyspy, tworząc nowe części miasta. W 1999 Marugame obchodziło swoją setną rocznicę utworzenia.
W dniu 22 marca 2005 roku miasteczka Ayauta i Hanzan, oba z powiatu Ayauta, zostały połączone z Marugame, tworząc miasto w obecnym kształcie.

## Położenie
Miasto leży na północnym wybrzeżu wyspy Sikoku. Graniczy z miastami:
- Sakaide,
- Zentsūji.

## Przemysł
W mieście rozwinął się przemysł rybny.

## Populacja
Zmiany w populacji Marugame w latach 1970–2015:
| Rok  | Populacja |
| ---- | --------- |
| 1970 | 78 263    |
| 1975 | 87 617    |
| 1980 | 94 849    |
| 1985 | 99 628    |
| 1990 | 101 253   |
| 1995 | 106 107   |
| 2000 | 108 356   |
| 2005 | 110 085   |
| 2010 | 110 473   |
| 2015 | 110 063   |

## Atrakcje
- Zamek Marugame – jeden z zaledwie 12 zamków z oryginalnym drewnianym tenshu (donżon) w całej Japonii. Zamek stoi na sztucznym wzgórzu mającym ponad 50 m wysokości.
- Marugame również słynie z produkcji wachlarzy liściastych (uchiwa). Około 90% wszystkich japońskich wachlarzy produkowane jest w Marugame.
- Sanuki-fuji.
- Świątynia buddyjska Zentsū-ji.
- Chram shintō Kotohira-gū.
- Kotohira (teatr kabuki).
- Wielki Most Seto.
- Od 1947 miasto jest gospodarzem corocznych zawodów w biegach ulicznych: Półmaraton Marugame. Wyścig odbywa się na początku lutego, przyciąga tysiące biegaczy[1]. Rekord Azji dla półmaratonu został ustanowiony przez Kayoko Fukushi w 2006 roku[2].

## Galeria

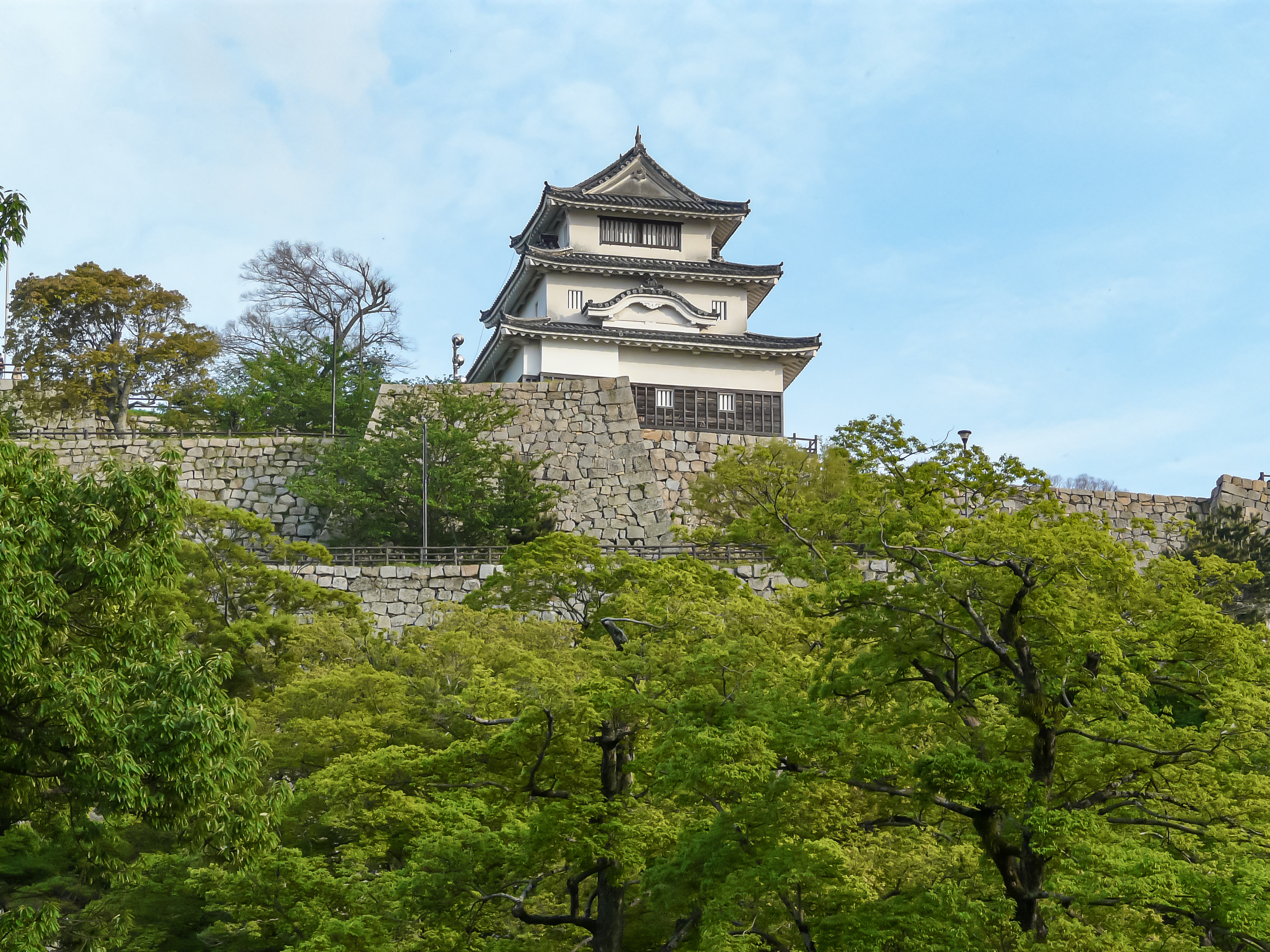
Zamek  Marugame
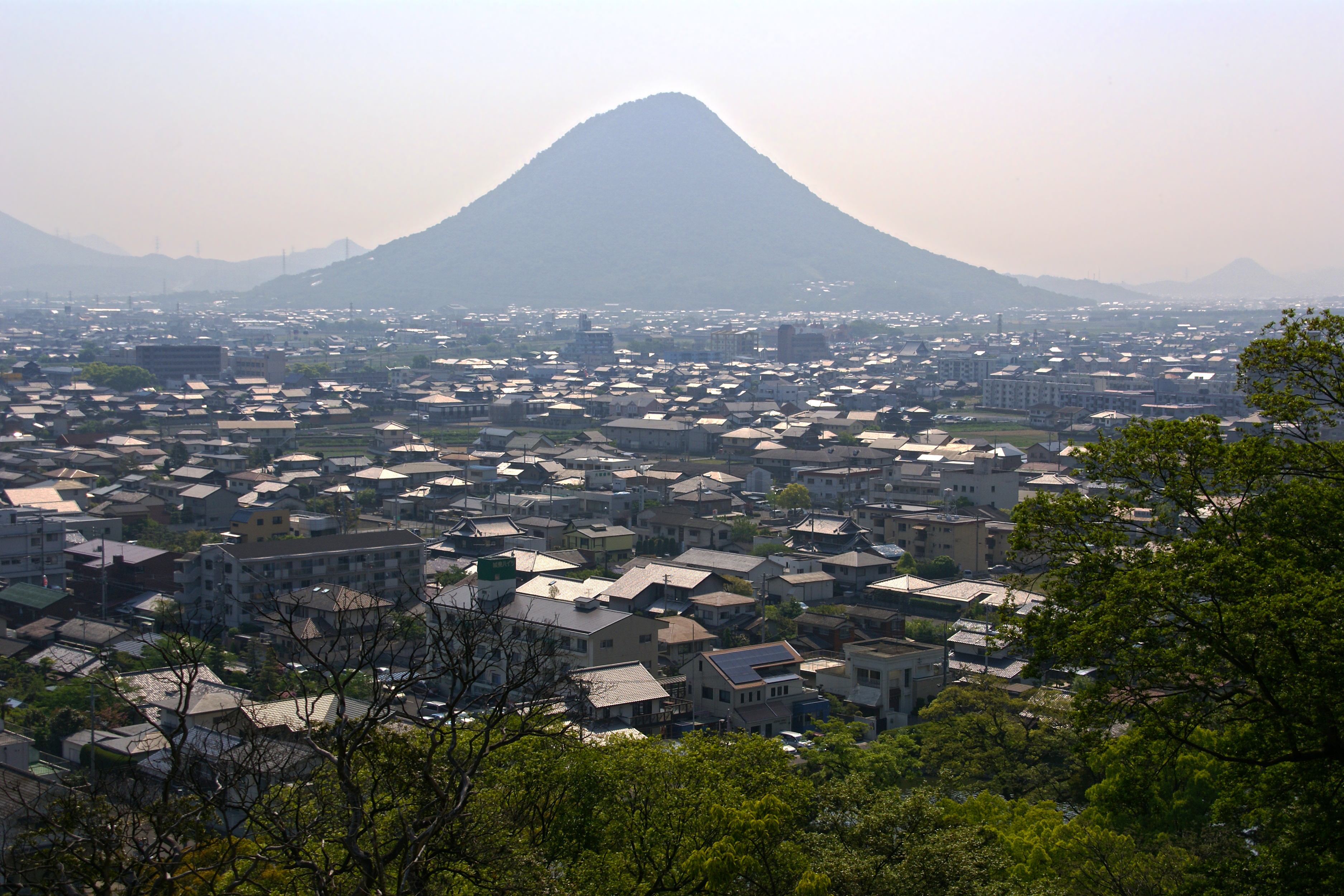
Góra Iino i dolina Sanuki, widok z zamku Marugame
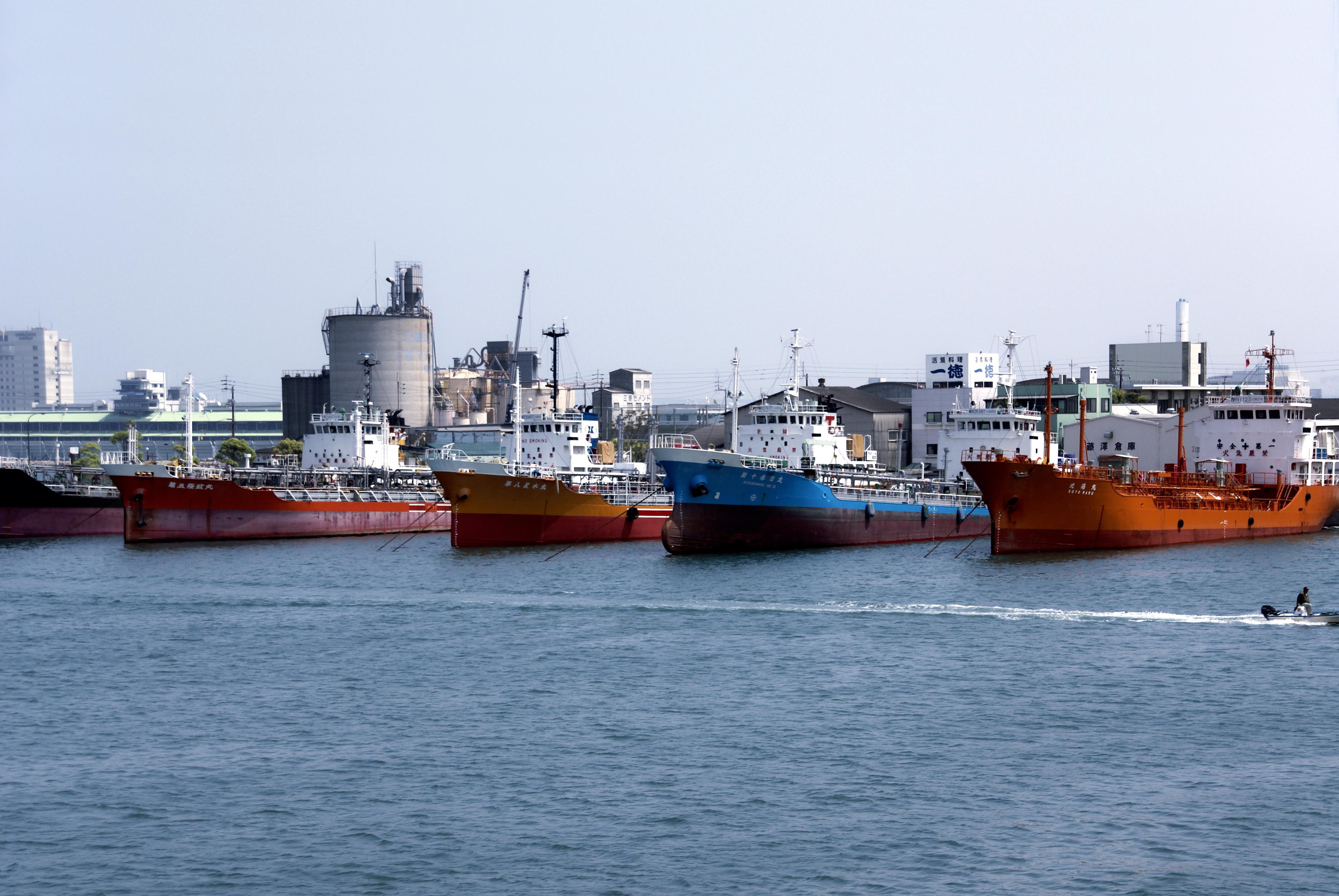
Port miejski
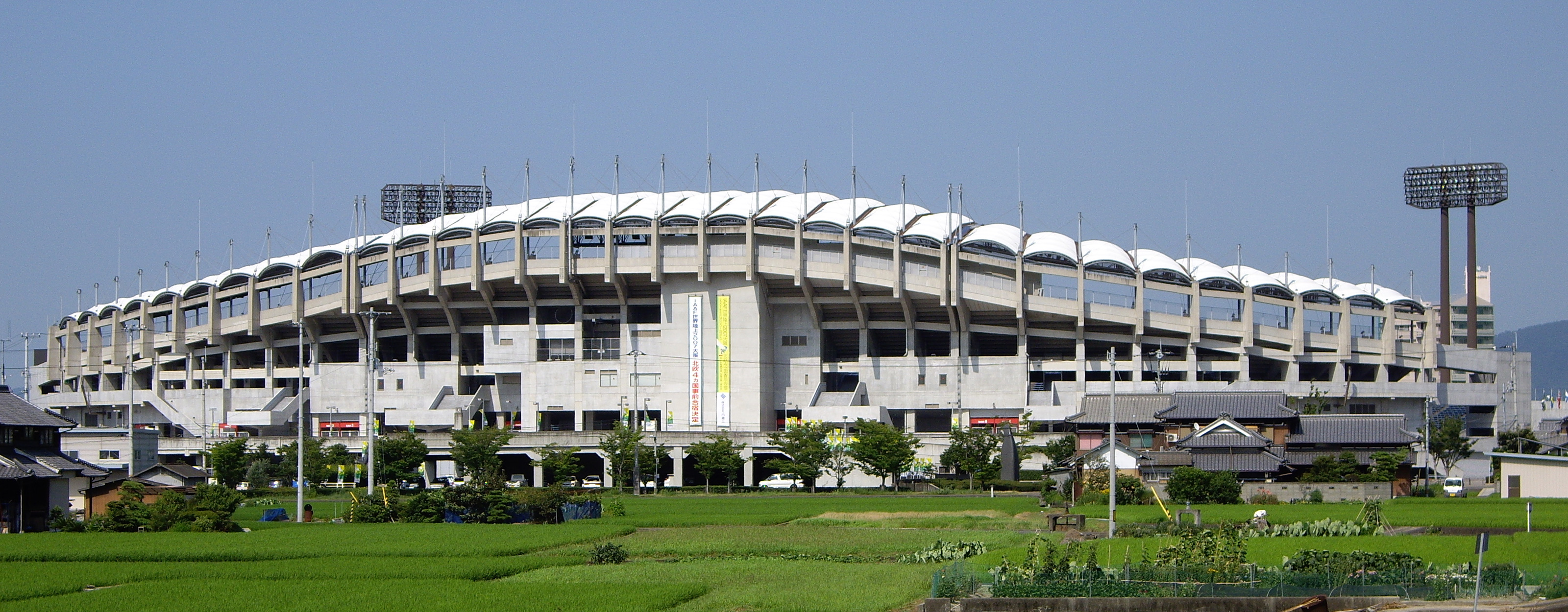
Stadion Marugame
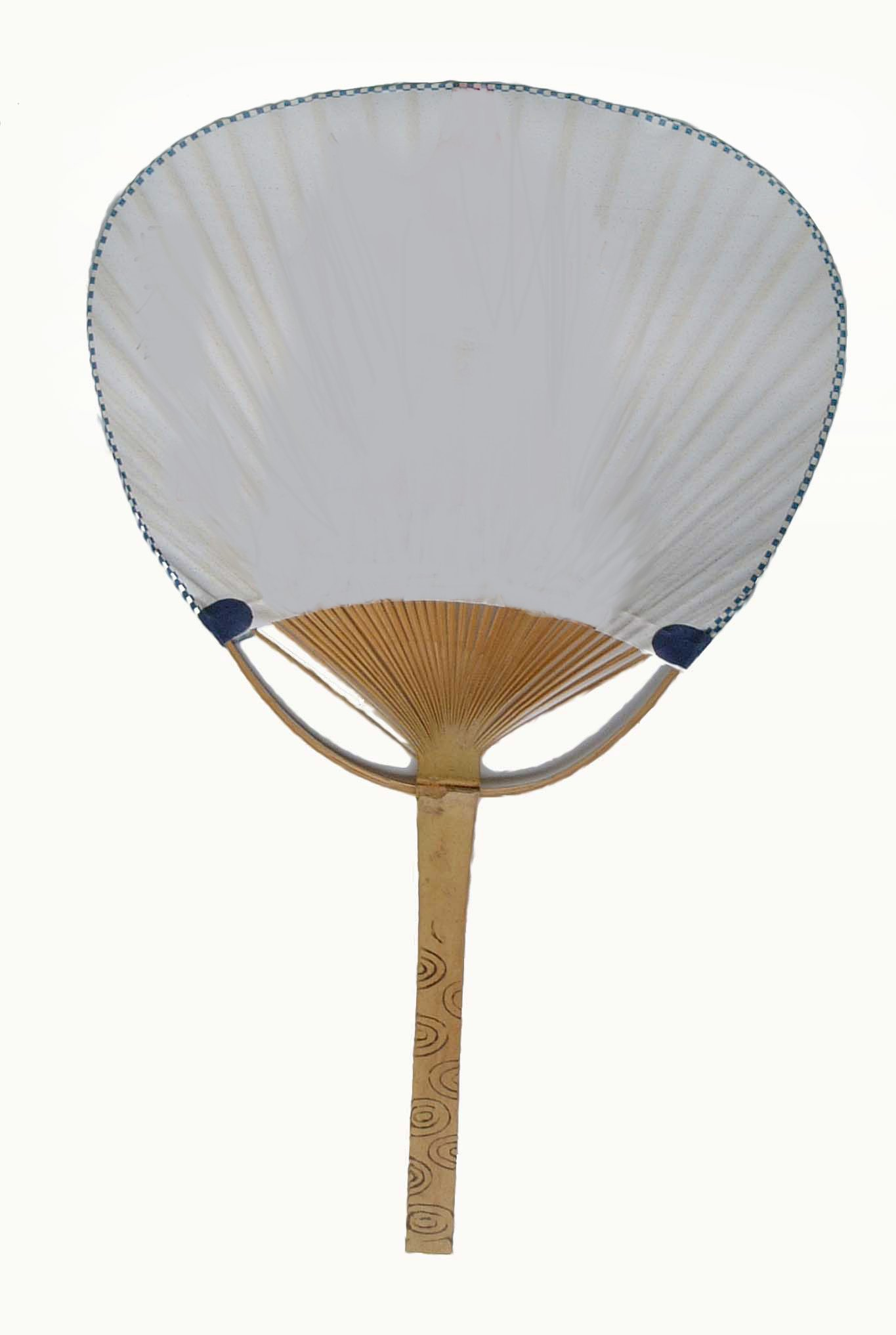
Wachlarz uchiwa

## Miasta partnerskie
- San Sebastián